# Óðr
Óðr lub Óð („światło słoneczne”), spolszczane odpowiednio jako Od oraz Odr – bóg w mitologii nordyckiej, mąż Frei; jeden z Azów. Wciąż podróżował po świecie, cały czas był nieobecny, rzadko wracał do Asgardu, co powodowało, że jego żona płakała złotymi łzami, choć sama nie była mu wierna. Podczas jednej z podróży spotkał lodową olbrzymkę Hrymnyrę chcącą go pożreć. W wyniku walki jaka się wywiązała, Odur zabił Hrymnyrę, a z jej kości udowych stworzył pas Gundergedan. Zgodnie z opisami o Ragnaroku, podczas potyczki z ogniowym olbrzymem Huarem, ma omyłkowo zabić swoją żonę towarzyszącą mu w walce. Sam zaś przeżyje Ragnarok.